# ويل تومسون
ويل تومسون (بالإنجليزية: Will Thompson)‏ هو لاعب كرة قاعدة أمريكي، ولد في 30 أغسطس 1870 في بيتسبرغ في الولايات المتحدة، وتوفي بنفس المكان في 9 يونيو 1962.

## وصلات خارجية
- ويل تومسون على موقعبيزبول رفرنس.كوم (الدوري الرئيسي) (الإنجليزية)
- ويل تومسون على موقعبيزبول رفرنس.كوم (الدوري الثانوي) (الإنجليزية)